# EIRP
EIRP (equivalent isotropically radiated power, česky ekvivalentní izotropně vyzářený výkon) je celkový výkon, který by bylo nutné vyzářit izotropní anténou (vyzařuje do všech směrů prostoru stejně), aby bylo v daném směru dosaženo jisté intenzity záření.
Používá se k vyjádření intenzity rádiového záření vysílaného směrem, kterým je anténa (typicky směrová) namířena.
Udává se ve wattech.
Existuje jednoznačný vztah mezi ERP a EIRP:
- EIRP = ERP * 1,64 [W; W]
- EIRP = ERP + 2,16 [dB; dB] (zisk dipólové antény je totiž 2,16 dBi)

Je-li anténa s nulovým útlumem a ziskem {\displaystyle G_{dBi}} buzena výkonem {\displaystyle P}, pak ekvivalentní izotropně vyzářený výkon je
{\displaystyle EIRP=P\cdot 10^{0,1G_{dBi}}\left[{\mbox{W; W; dBi}}\right]}